# Adilabad (distrikt)
Adilabad (telugu: ఆదిలాబాదు జిల్లా, urdu: آدل آباد ضلع) er et distrikt i den indiske delstat Telangana. Distriktets hovedstad er Adilabad.

## Demografi
Ved folketællingen i 2011 var der 2.737.738 indbyggere i distriktet, mod 2.488.003 i 2001. Den urbane befolkningen udgør 27,68 % af befolkningen.
Børn i alderen 0 til 6 år udgjorde 10,80 % i 2011 mod 15,14 % i 2001. Antallet af piger i den alder per tusinde drenge er 942 i 2011 mod 962 i 2001.

## Inddelinger

### Mandaler
I Telangana er mandal det tredje administrative niveau, under staten og distrikterne. Adilabad distrikt har 52 mandaler.
1. Adilabad
2. Asifabad
3. Bazarhathnoor
4. Bejjur
5. Bela
6. Bellampalle
7. Bhainsa
8. Bheemini
9. Boath
10. Chennur
11. Dahegaon
12. Dandepally
13. Dilwarpur
14. Gudihathnoor
15. Ichoda
16. Indervelly
17. Jainad
18. Jainoor
19. Jaipur
20. Jannaram
21. Kaddam
22. Kaghaznagar
23. Kasipet
24. Kerameri
25. Khanapur
26. Kotapally
27. Kouthala
28. Kubeer
29. Kuntala
30. Laxmanchanda
31. Lokeshwaram
32. Luxettipet
33. Mamda
34. Mancherial
35. Mandamarri
36. Mudhole
37. Narnoor
38. Nennel
39. Neredigonda
40. Nirmal
41. Rebbena
42. Sarangapur
43. Sirpur(T)
44. Sirpur(U)
45. Talamadugu
46. Tamsi
47. Tandur
48. Tanoor
49. Tiryani
50. Utnoor
51. Vemanpally
52. Wankidi